# Битва за Ель-Агейлу
Битва за Ель-Агейлу (англ. Battle of El Agheila) — низка боїв поблизу лівійського містечка Ель-Агейла між британсько-новозеландськими військами 8-ї армії союзників та формуваннями німецько-італійської танкової армії генерал-фельдмаршала Е. Роммеля у ході кампанії в Лівійській пустелі. У серії швидкоплинних боїв британські війська завдали поразки німецько-італійському угрупованню та примусили їх відступати далі до Тунісу.

## Історія
23 листопада 1942 року, послаблена попередніми боями проти союзних військ, німецько-італійська танкова армія ув'язалася в бій поблизу міста Адждабія на узбережжі Великого Сирта. Після її завершення Е. Роммель протягом 18 діб вів даремні перемови з вищим керівництвом Третього Рейху та Італії стосовно подальших планів дій. Фельдмаршал реально оцінював справжній стан справ в угрупованні військ і пропонував тимчасово відступити зі східної Лівії на підготовлені рубежі в Тунісі, де відновити боєздатність своїх поторсаних дивізій та зібратися з силами для подальших битв. Однак, ані командувач Головнокомандування Вермахту «Південь» генерал-фельдмаршал А. Кессельрінг, ані Г. Герінг, ні особисто Гітлер не бажали прислухатися до думки полководця. Італійські посадовці маршали У. Кавальєро та губернатор Лівії Е. Бастіко, й дуче Муссоліні також наполягали на рішучій битві. Муссоліні віддав наказ Роммелю утримати лінію оборони Ель-Агейла—Мерса-Брега, й цю його позицію підтримав Гітлер, який наказав утримати цей населений пункт «за будь-яких умов».
Оцінюючи позиції навколо Ель-Агейли Е. Роммель усвідомлював, що у цілому оборонні рубежі сприяють виконанню бойових завдань. Навколишня територія становила суміш солончаків, непрохідних пустельних ділянок та розбитих доріг, й тому грамотно побудувати оборону було можливо. Однак, це накладалося відбиток і на дії танкових підрозділів країн Осі, які позбавлялися головного козиря генерала Е. Роммеля — можливості маневрувати. Разом з цим, німецько-італійським формуванням не вистачало пального, боєприпасів, існував брак авіації та артилерії, війська були виснажені багатоденними маршами в умовах пустелі.
Резервів на посилення свого угруповання «лис пустелі» не очікував. Усі вони були терміново перекинуті до Алжиру, де щойно висадився морський десант західних союзників, та на посилення своїх позицій у Тунісі. На початку грудня 1942 року, Роммель спішно вилетів до Берліна, де повідомив про реальний стан справ на Північноафриканському театрі дій. Врешті-решт Муссоліні та Гітлер погодилися з пропозиціями досвідченого фельдмаршала відвести їхні війська західніше на 400 км до лівійського селища Буерат. 3 грудня підрозділи італійської піхоти розпочали відступ у цьому напрямку.
Тим часом, британські війська, що переслідували противника розтягнулися на величезному просторі поздовж узбережжя Середземного моря. І змушені були постачати свої війська на гігантські відстані від Єгипту до району боїв. Матеріально-технічні засоби, боєприпаси й майно перекидалися спочатку на відстань 710 км від Александрії до Тобрука залізницею, далі від Тобрука до Адждабії ще 630 км або дорогою Віа Бальбо або ж морем до Бенгазі й далі дорогою до Адждабії.

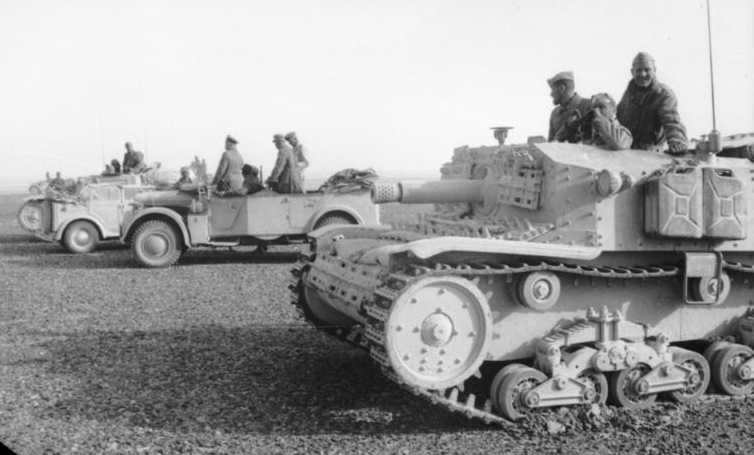
Генерал-фельдмаршал Е.Роммель на штабному автомобілі поруч з італійськими танками Semovente da 75/18. Північна Африка. 1942

26 листопада 10-й корпус був виведений до резерву, а 30-й армійський корпус генерал-лейтенанта Олівера Ліза у складі 7-ї бронетанкової, 51-ї Гірської піхотної та 2-ї новозеландської піхотної дивізій генерал-майора Бернарда Фрейберга перемістився в перший ешелон сил переслідування противника. За задумом Б.Монтгомері частка сил 2-ї новозеландської дивізії мусила здійснити глибокий охоплюючий маневр та 13 грудня вийти у фланг і тил основному угрупованню німецько-італійської армії. Водночас, у ніч з 11 на 12 грудня з фронту по позиціях ворога відкривався артилерійський вогонь та розпочиналися активні рейдові дії з метою відволікання сил Е. Роммеля.
Уночі з 16 на 17 грудня ударне угруповання 30-го армійського корпусу з 51-ю дивізією на прибережному фланзі та 7-ю бронетанковою дивізією на лівому фланзі одночасно переходили в наступ. Головні сили новозеландських військ атакували з тилу.

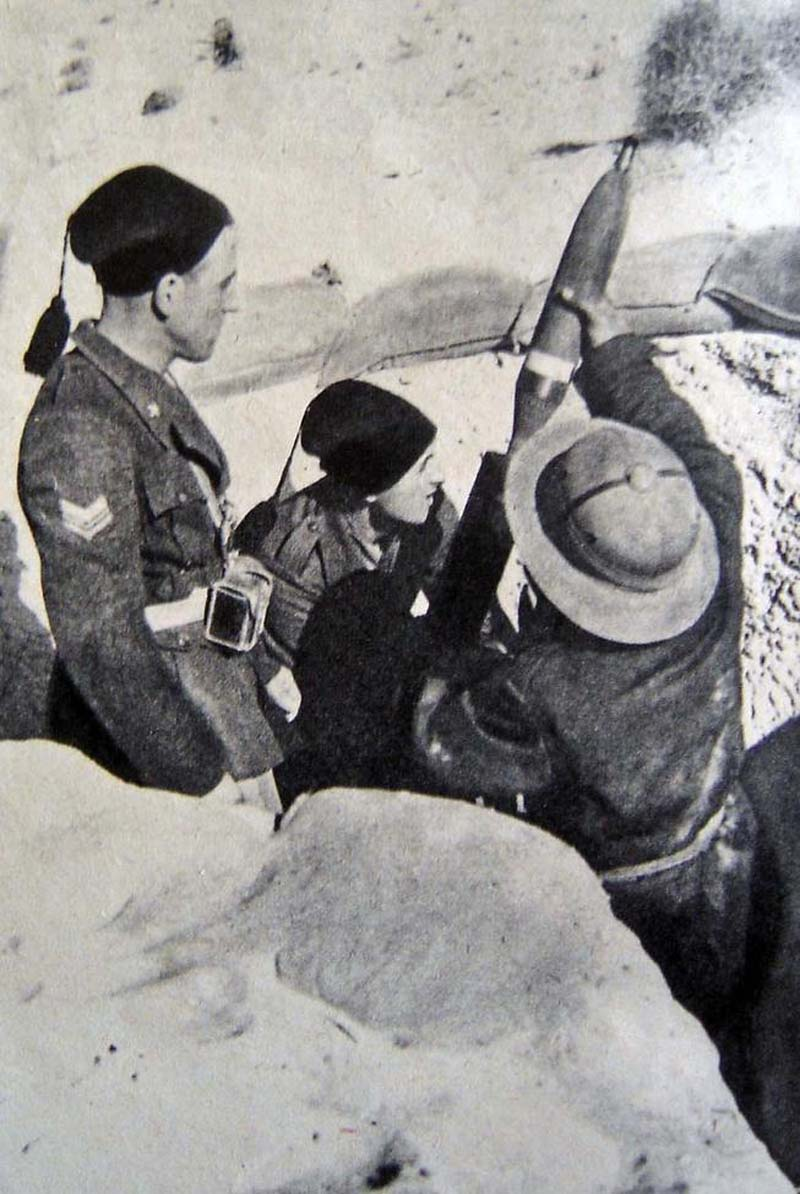
Італійські вояки 136-ї піхотної дивізії «Джовані Фашисті» ведуть стрільбу з 81-мм міномету da 81 Mod. 35. Північна Африка. 1942

Стан військ Роммеля був критичний. Основні потоки постачання прямували до Тунісу, а з тих вантажів, що доставлялися конвоями через порт Триполі безпосередньо для забезпечення танкової армії, три чверті пішли на дно внаслідок активних дій британського флоту та авіації. Німецько-італійському командуванню вкрай не вистачало палива та боєприпасів. Тому, тактика дій їх базувалася на принципі максимального утримання позицій поблизу Ель-Агейли, а в разі загрози розгрому — негайний відхід вглиб Лівії.
Коли 11 грудня британці розпочали розвідку боєм, Роммель сприйняв це за початок наступу 8-ї британської армії Б. Монтгомері й дав наказ на відхід основних сил. 12 грудня британські пустельні патрулі виявили незначну кількість військ на оборонних рубежах, що грали роль ар'єргарду та вигравали час для відходу головного угруповання. Генерал Б.Монтгомері негайно відреагував на це командою силами 2-ї новозеландської дивізії розпочати підготовку до переслідування німецьких та італійських військ і визначив час початку атаки на ніч 14 числа. Але, до вечора 12 грудня лише невеликі підрозділи прикриття противника утримували займані позиції.
13 грудня німецька повітряна розвідка викрила зосередження близько 300 одиниць техніки північніше оазису Марада 75 км на південь Ель-Агейли та відразу доповіла про загрозу обходу своїх військ з флангу. Першою реакцію Е. Роммеля було кинути у зустрічний бій усю наявну бронетехніку та зім'яти ворога, проте, суттєвий брак пального примусив його відмовитися від замисленого. На відбиття танкової атаки новозеландців була залишена бронегрупа італійської дивізії «Арієте».
Результатом танкового бою стало те, що невелика група італійських танків сміливо атакувала 80 новозеландських танків і завдала їм поразки. За десять годин бою, новозеландці, полишивши на полі бою підбитими 22 танки та 2 бронемашини, відступили. Фланговий маневр не вдався.
Тим часом, 15 грудня британське командування 8-ї армії вирішило атакувати з лівого флангу та виділило для обхідного маневру мобільну групу. Однак, після складного переходу ударного угруповання по пустелі тільки 17 танків змогли вийти на вихідний рубіж для атаки, зв'язок та взаємодія між підрозділами були втрачені. Внаслідок таких дій на полі битви виявилися проміжки між бойовими порядками, чим скористалися війська країн Осі. Не гаючи часу, під прикриттям темряві німецькі підрозділи 15-ї танкової дивізії відступили організованими колонами на великий швидкості на захід до Нофалії крізь розсіяні підрозділи новозеландських військ.
18 грудня 1942 року поблизу цього селища на відстані 160 км на захід від Ель-Агейла сталася гаряча битва між британськими та німецько-італійськими військами, яка стала завершальною фазою боїв у цьому регіоні.
Загалом за оцінками істориків, німецько-італійське формування втратило 450 людей полоненими, 25 гармат та 18 танків. Новозеландська дивізія за офіційними даними втратила 11 людей загиблими, 29 пораненими та 8 полоненими.